# 王玺玉
王玺玉（1957年3月—），甘肃秦安人。中华人民共和国政治人物。

## 生平
生于甘肃省秦安县王尹乡王川村，1976年12月参加工作，1975年2月加入中国共产党。中共甘肃省委党校培训部党政管理专业毕业，中共中央党校政治学专业在职研究生学历。历任中共武山县委副书记、县长；天水市北道区委副书记、代区长，区委书记，市委副书记；甘肃省总工会常务副主席；临夏回族自治州委书记、州人大常委会主任；陇南市委书记、市人大常委会主任等职。2013年1月，当选甘肃省人民政府副省长。2015年6月，任中共甘肃省委常委，同时辞去甘肃省副省长职务。同年7月，兼任省委统战部长。2017年1月，当选甘肃省人大常委会副主任，同年5月不再担任中共甘肃省委常委。2018年2月24日，当选第十三届全国人大代表。2021年1月，辞去甘肃省人大常委会副主任。